# 放學後桌遊俱樂部
《放學後桌遊俱樂部》為中道裕大的日本漫畫作品，由小學館發行的雜誌《月刊少年Sunday》2013年4月號開始連載，於2021年7月號完結，已出版第19冊單行本。作品描寫在京都的某個高中裡，喜歡桌上遊戲的女孩們度過日常生活的故事。2019年10月2日至12月18日在ABC電視台播放電視動畫，全12話。

## 設計
由於桌上遊戲的知名度低，作者提出漫畫構想的時候遭到編輯部否定，後來在不斷嘗試讓編輯部理解後，獲得了編輯部的肯定，並定名為《放學後桌遊俱樂部》。

## 登場角色

### 主要角色
武笠美姬（聲：宮下早紀）
留著水色自然捲髮型的女孩。不擅長與人交談，玩耍，同時對多數事情不感興趣，因此朋友很少，小时候也经常被欺凌。性格孤僻胆小，一个人时总是带着耳机，但在與綾相遇後，逐漸被綾所影響，並在翠介紹了桌遊的樂趣後逐漸有了改變。
高屋敷綾（聲：高野麻里佳）
轉學生，個性活潑且好奇心旺盛，因為父親工作的關係小時候曾在非洲居住，母亲因这种不规律的工作离开了綾。
經常和美姬等人一起玩桌遊，儘管因為自己頭腦簡單單純導致自己玩桌遊常常會輸，但還是喜歡玩桌遊。
大野翠（聲：富田美憂）
美姬班上的班長，性格頑固的優等生，梦想是成为桌游设计师，戴著紅色眼鏡。因為個性嚴格讓人不敢接近，幾乎沒有朋友，但在與美姬她們接觸後個性開始變得友善。不擅长表达自己心中的想法，平时说话发音正规，但激动时会改为京东口音。在桌遊商店「桌遊俱樂部」打工。
愛蜜莉雅（聲：M·A·O）
金髮碧眼的少女，從德國來到日本留學，家裡經營桌遊咖啡廳「Geschenk」。
性格开朗，在学校特别受欢迎，梦想和翠一样，想成为一名桌游设计师。

### 加茂川北高校的學生
田上翔太（聲：天崎滉平）
從幼稚園一直和翠同班。第一眼就喜歡上坐隔壁的綾。多次受邀請參加遊戲被綾誤解喜歡翠。
吉岡龍二（聲：堀江瞬）
翠的同班同學，翔太的好友。性格冷靜。
在校內很受女性歡迎，但卻也因此覺得女性太吵鬧而原本對女性無感，直到在學園祭為了暫時遠離女性而跟著翔太前往美姬等人開設的桌遊咖啡廳之後，因緣際會對美姬產生好感。
家裡經營劍道場，中學時代曾得到全國大會第三名。
澀澤蓮（聲：小岩井小鳥）
美姬等人的學姐，學生會副會長，三年級生引退後擔任學生會長。
是翠的初中同学，性格认真，喜欢学长悠人。
青島悠人（聲：八代拓）
三年級生，學生會長。曾因事故住院，在校慶前一個月出院。

### 其他角色
金城健（聲：黑田崇矢）
桌遊商店「桌遊俱樂部」的店長。體格壯碩，戴著太陽眼鏡的巨漢，是日本和美國的混血兒。有著駐紮在美軍沖繩基地的經驗。
高屋敷花（聲：東城日沙子）
綾的姐姐，大學生。雙親離婚後負責家中的生活起居。
牧京子（聲：松井惠理子）
花的朋友，和美姬同個中學出身，性格开朗，有一股不良少女的感觉，曾有「凶犬的京子」之稱。曾经帮助过背霸凌的美姬。

## 單行本
| 集數 | 小學館         | 小學館                 |
| 集數 | 發售日期       | ISBN                   |
| ---- | -------------- | ---------------------- |
| 1    | 2013年9月12日  | ISBN 978-4-09-124407-9 |
| 2    | 2014年2月12日  | ISBN 978-4-09-124601-1 |
| 3    | 2014年7月11日  | ISBN 978-4-09-124768-1 |
| 4    | 2014年12月12日 | ISBN 978-4-09-125516-7 |
| 5    | 2015年5月12日  | ISBN 978-4-09-126067-3 |
| 6    | 2015年12月11日 | ISBN 978-4-09-126337-7 |
| 7    | 2016年5月12日  | ISBN 978-4-09-127238-6 |
| 8    | 2016年10月12日 | ISBN 978-4-09-127436-6 |
| 9    | 2017年3月10日  | ISBN 978-4-09-127543-1 |
| 10   | 2017年9月12日  | ISBN 978-4-09-127738-1 |
| 11   | 2018年3月12日  | ISBN 978-4-09-128196-8 |
| 12   | 2018年8月9日   | ISBN 978-4-09-128468-6 |
| 13   | 2018年12月12日 | ISBN 978-4-09-128723-6 |
| 14   | 2019年5月10日  | ISBN 978-4-09-129219-3 |
| 15   | 2019年10月11日 | ISBN 978-4-09-129458-6 |
| 16   | 2020年4月10日  | ISBN 978-4-09-850086-4 |
| 17   | 2020年10月12日 | ISBN 978-4-09-850262-2 |
| 18   | 2021年3月12日  | ISBN 978-4-09-850469-5 |
| 19   | 2021年7月12日  | ISBN 978-4-09-850615-6 |

## 電視動畫
2018年9月決定改編為電視動畫，2019年7月確定播出日期，2019年10月起陸續在ABC電視台、TOKYO MX、BS11及AT-X播放，全12話。

### 製作人員
- 原作：中道裕大[6]
- 監督：今泉賢一
- 系列構成：前川淳[6]
- 角色設計：伊部由起子[6]
- 色彩設計：篠原愛子
- 攝影監督：佐藤哲平
- 音樂：片山修志
- 動畫製作：LIDENFILMS[6]

### 主題曲
片頭曲「Present Moment」
作詞：金子麻友美，作曲、編曲：睦月周平，主唱：富田美憂
片尾曲「On the Board」
作詞：渡部紫緒，作曲：小野貴光，編曲：玉木千尋，主唱：武笠美姬（宮下早紀）、高屋敷綾（高野麻里佳）、大野翠（富田美憂）

### 各話列表
| 話數   | 日文標題 | 中文標題         | 劇本       | 分鏡       | 演出       | 作畫監督                                                                             | 登場桌遊                |
| ------ | -------- | ---------------- | ---------- | ---------- | ---------- | ------------------------------------------------------------------------------------ | ----------------------- |
| 第1話  |          | 未知的世界       | 前川淳     | 今泉賢一   | 伊東優一   | 舛舘俊秀、和田佳純 小澤圓、井上貴騎                                                  | 馬拉喀什地毯市集        |
| 第2話  |          | 這是小強！       | 富田賴子   | 今泉賢一   | 藤田健太郎 | 志賀道憲、櫻井正明 今岡大、角谷理 大原大、陣內美帆                                   | 德國蟑螂                |
| 第3話  |          | 才不是一個人     | 松田惠里子 | 今泉賢一   | 有富興二   | KIM YONG SIK                                                                         | 印加寶藏                |
| 第4話  |          | 翠的夢想         | 前川淳     | 太田里香   |            | 山崎克之、井上貴騎 川口弘明、松井理和子 清水博之、小澤圓 星野真澄                    | 誰是牛頭王              |
| 第5話  |          | 傳遞給你的信息   | 富田賴子   | 藤田健太郎 | 藤田健太郎 | 清原寮、芳我惠理子 和田佳純、中山和子 舛舘俊秀、原田峰文                             | 娛慰多                  |
| 第6話  |          | 設計師雛形誕生   | 松田惠里子 | 今泉賢一   | 又野弘道   | 程震雷、劉雲留                                                                       | 原創遊戲 「One Room」   |
| 第7話  |          | 敞開心扉         | 前川淳     | 伊東優一   | 有富興二   | 和田佳純、兒玉健二 岡田雅人、關本美穗 川口弘明                                       | 逃離亞特蘭提斯          |
| 第8話  |          | 第4位朋友        | 松田惠里子 | 今泉賢一   | 加藤段像   | 西道拓哉、太田宣貴 白川茉莉、前原薰 宮永梓                                           | 聖石之路 學園祭『嗒寶』 |
| 第9話  |          | 一二三木頭人     | 富田賴子   | 大石美繪   | 大石美繪   | 福島豐明、大原大                                                                     | 精靈國度                |
| 第10話 |          | 平安夜快樂       | 前川淳     | 今泉賢一   | 又野弘道   | 、兒玉健二 嘉村弘之、岡田雅人 中山和子、白川茉莉 星野真澄、古谷梨繪 小澤圓、西道拓哉 | 角鬥士棋 淑女與紳士     |
| 第11話 |          | 大家的遊戲       | 松田惠里子 | 福田道生   | 堀內直樹   | 程震雷、KAN、誠宇                                                                    | 不適用                  |
| 第12話 |          | 我們最喜歡的地方 | 前川淳     | 今泉賢一   | 今泉賢一   | 水井舞、星野真澄                                                                     | Nanja Monja             |

### 播放電視台
2019年10月2日至12月18日26時11分在ABC電視台播出。

### BD
| 卷數 | 發售日期     | 收錄話數     | 規格編號  |
| ---- | ------------ | ------------ | --------- |
| 1    | 2020年1月8日 | 第1話~第6話  | BIXA-9091 |
| 2    | 2020年3月3日 | 第7話~第12話 | BIXA-9092 |

## 外部連結
- 月刊少年Sunday《放學後桌遊俱樂部》作品介紹 （页面存档备份，存于）（日語）
- 漫畫《放學後桌遊俱樂部》官方的X（前Twitter）（日語）
- 電視動畫《放學後桌遊俱樂部》官方網站 （页面存档备份，存于）（日語）
- 電視動畫《放學後桌遊俱樂部》官方的X（前Twitter）（日語）